# Wereldkampioenschap oriëntatielopen voor masters 2003
Het Masters Wereldkampioenschap Oriëntatielopen 2003 zijn de veteranen wereldkampioenschappen oriëntatielopen die gehouden zijn in 2003. Deze versie van de Masters Wereldkampioenschap Oriëntatielopen werd gehouden in gaststad Halden in Noorwegen.

## Mannen
| Categorie | Goud                  | Zilver               | Brons                    |
| --------- | --------------------- | -------------------- | ------------------------ |
| M35       | FIN Risto Haikonen    | FIN Matti Vainionpää | FIN Keijo Parkkinen      |
| M40       | SWE Håkan Svensson    | NOR Arild Aasheim    | SUI Urs Flühmann         |
| M45       | NOR Eirik Næss-Ulseth | NOR Trond Rønneberg  | SWE Per Magnusson        |
| M50       | NOR Sigurd Dæhli      | SWE Olof Olofsson    | NOR Tom A Karlsen        |
| M55       | FIN Veikko Loukonen   | FIN Risto Wessman    | FIN Matti Railimo        |
| M60       | SWE Karl Johansson    | FIN Reino Österberg  | NOR Henrik Hvoslef       |
| M65       | FIN Veijo Tahvanainen | SWE Nore Westin      | FIN Reijo Lehkonen       |
| M70       | NOR Bjørn Tveite      | NOR Olaf Helgesen    | NOR Helge Kvaase         |
| M75       | SWE Ture Gunnarsson   | FIN Arvo Majoinen    | SWE Karl-Olov Pettersson |
| M80       | NOR Martin Dreng      | SWE Gunnar Johansson | NOR Kåre Strande         |
| M85       | FIN Erkki Luntamo     | SWE Rune Haraldsson  | NOR Olaf Zakariassen     |

## Vrouwen
| Categorie | Goud                    | Zilver                    | Brons                   |
| --------- | ----------------------- | ------------------------- | ----------------------- |
| W35       | SWE Charlotte Lindkvist | FIN Jaana Pietilä         | SWE Carina Svensson     |
| W40       | SWE Laila B Höglund     | FIN Anne Nurmi            | EST Marje Viirmann      |
| W45       | SWE Evalena Ericson     | NOR Kari Elisabeth Natvig | LTU Virginija Gvildiene |
| W50       | NOR Anne Lise Saga      | SWE Gabriella Axelsson    | NOR Kari Strande        |
| W55       | SWE Karin Gustafsson    | USA Sharon Crawford       | FIN Saga Pått           |
| W60       | SWE Ulla Lindhe         | SWE Gunnel Svensson       | SWE Birgitta Olsson     |
| W65       | SWE Birgit Lång         | SWE Kerstin Granstedt     | SWE Eivor Steen-Olsson  |
| W70       | FIN Eila Rintanen       | SWE Inga-Lisa Johansson   | SWE Maja-Lisa Bergström |
| W75       | FIN Sole Nieminen       | SWE Elvy Fredin           | NOR Grethe Benjaminsen  |
| W80       | SWE Astrid Andersson    | NOR Lillian Røss          | EST Valve Nömme         |

## Medaillespiegel
| Plaats | Land | Goud | Zilver | Brons | Totaal |
| ------ | ---- | ---- | ------ | ----- | ------ |
| 1      | SWE  | 10   | 9      | 6     | 25     |
| 2      | FIN  | 6    | 6      | 4     | 16     |
| 3      | NOR  | 5    | 5      | 7     | 17     |
| 4      | USA  | -    | 1      | -     | 1      |
| 5      | EST  | -    | -      | 2     | 2      |
| 6      | LTU  | -    | -      | 1     | 1      |
|        | SUI  | -    | -      | 1     | 1      |